# Mystic Quest
Mystic Quest (聖剣伝説 ～ファイナルファンタジー外伝～?, Seiken Densetsu: Fainaru Fantajī Gaiden) è un videogioco del genere action RPG sviluppato e pubblicato nel 1991 da Square per Game Boy. Distribuito in America settentrionale come Final Fantasy Adventure, è il primo titolo della saga Mana, spin-off per console portatile della serie Final Fantasy. Il videogioco ha ricevuto due remake: il primo nel 2003 per Game Boy Advance intitolato Sword of Mana, il secondo pubblicato nel 2017 per dispositivi mobili e PlayStation Vita come Adventures of Mana.

## Modalità di gioco
Mystic Quest è un videogioco d'avventura con elementi dei giochi di ruolo. Molto simile, nella struttura, al primo The Legend of Zelda per Nintendo Entertainment System, nel titolo il giocatore muoverà il personaggio principale all'interno di riquadri con la possibilità di accedere agli schemi adiacenti muovendolo verso l'alto, il basso e lateralmente. Gli elementi gdr presenti nel gioco sono: la crescita del personaggio attraverso livelli, punti esperienza e statistiche, le alterazioni di stato l'interazione con gli altri personaggi, il commercio, l'equipaggiamento e i dungeon che necessitano della risoluzione di puzzle per essere portati a termine. Inoltre nel gioco è possibile salvare in qualsiasi momento in uno dei due slot di salvataggio disponibili.

### I livelli
In Mystic Quest, ad ogni avanzamento di livello, viene data la possibilità al giocatore di scegliere quale caratteristica del personaggio aumentare tra Power (Forza), Stamina (Resistenza), Wisdom (Saggezza) e Will (Volontà). Power conferirà al personaggio una maggiore potenza d'attacco, Stamina incrementerà il numero di HP massimi e la difesa, Wisdom aumenterà il numero di MP massimi e l'efficacia degli incantesimi mentre Will ridurrà il tempo di caricamento della Will Bar.

## Distribuzione
Mystic Quest venne pubblicato, per motivi commerciali, con diversi nomi. L'uso del nome Final Fantasy in Nord America deriva dalla popolarità del marchio allora scarsamente conosciuto in Europa. Benché intitolato come Mystic Quest non ha nulla in comune con il Mystic Quest Legend per Super Nintendo.

## Versioni
Mystic Quest ha avuto ben due remake, uno per Game Boy Advance e uno per Android, iOS e PSVita.

### Sword of Mana
L'aumento di tasti disponibili ha dato la possibilità agli sviluppatori di aumentare i comandi disponibili, i quali sono in totale: A per l'azione, B per correre, R per le magie, L per saltare. Tuttavia le modifiche che risaltano di più sono la grafica con personaggi e gli sfondi che sono ottimamente disegnati ed animati, ad alcune location che riescono nel piacevole intento di stupire il giocatore, grazie ai colori brillanti ed all´architettura generale degli ambienti che trasmettono un pesante, ma piacevole, effetto retró

### Adventure of Mana
Per il remake gli sviluppatori hanno optato per una grafica 3D in cel-shading e per i personaggi con uno stile deformed. A causa dell'assenza di tasti sulla maggior parte dei dispositivi Android e iOS, è stata implementata la compatibilità con i controller come comandi alternativi al touchscreen.

## Colonna sonora
Per il videogioco è stata composta Final Fantasy USA - Mystic Quest Sound Collections.